# Malezja na Letnich Igrzyskach Olimpijskich 1996
Malezję na Letnich Igrzyskach Olimpijskich 1996 reprezentowało 35 zawodników: 32 mężczyzn i trzy kobiety. Był to ósmy start reprezentacji Malezji na letnich igrzyskach olimpijskich. Cheah Soon Kit zdobyła pierwszy srebrny medal olimpijski dla reprezentacji Malezji.

## Zdobyte medale
| Medal  | Zawodnik                     | Dyscyplina | Konkurencja             | Rezultat                                                                                           |
| ------ | ---------------------------- | ---------- | ----------------------- | -------------------------------------------------------------------------------------------------- |
| Srebro | Cheah Soon Kit, Yap Kim Hock | Badminton  | gra podwójna mężczyzn   | w finale ulegli parze indonezyjskiej Ricky Ahmad Subagja - Ronald Mainaky 1:2 (15:5, 13-15, 12-15) |
| Brąz   | Rashid Sidek Mohamed         | Badminton  | gra pojedyncza mężczyzn | w meczu o brązowy medal pokonał Indonezyjczyka Arbi Heryanto 2:1 (5:15, 15:11, 15:6)               |

## Skład kadry

### Badminton
Kobiety
- Chan Chia Fong - gra pojedyncza - 17. miejsce,

Mężczyźni
- Rashid Sidek Mohamed - gra pojedyncza - 3. miejsce,
- Ong Ewe Hock - gra pojedyncza - 9. miejsce,
- Cheah Soon Kit, Yap Kim Hock - gra podwójna - 2. miejsce,
- Soo Beng Kiang, Tan Kim Her - gra podwójna - 4. miejsce,

### Boks
Mężczyźni
- Sapol Biki waga papierowa do 48 kg - 17. miejsce,

### Hokej na trawie
Mężczyźni
- Mohamed Nasihin Nubil Ibrahim, Maninderjit Singh Magmar, Lailin Abu Hassan, Brian Jaya Siva, Lim Chiow Chuan, Charles David, Chairil Anwar Abdul Aziz, Lam Mun Fatt, Shankar Ramu, Nor Saiful Zaini Nasir-ud-Din, Kaliswaran Muniandy, Aphthar Singh Piara, Mirnawan Nawawi, Calvin Fernandez, Kuhan Shanmuganathan, Hamdan Hamzah - 11. miejsce,

### Kajakarstwo górskie
Mężczyźni
- Sal Ayob - K-1 - 43. miejsce,

### Lekkoatletyka
Kobiety
- Annastasia Raj - chód na 10 km - 24. miejsce,

Mężczyźni
- Watson Nyambek - bieg na 100 m - odpadł w eliminacjach,
- Loo Kum Zee - skok wzwyż - 30. miejsce,

### Pływanie
Kobiety
- Tay Li Leng - 100 m stylem klasycznym - 36. miejsce,

Mężczyźni
- Alex Lim

100 m stylem grzbietowym - 32. miejsce,
200 m stylem grzbietowym - 31. miejsce,
- Elvin Chia

100 m stylem klasycznym - 29. miejsce,
200 m stylem klasycznym - 25. miejsce,
- Anthony Ang

100 m stylem motylkowym - 45. miejsce,
200 m stylem motylkowym - 31. miejsce,
- Wan Azlan Abdullah

200 m stylem zmiennym - 36. miejsce,
400 m stylem zmiennym - 27. miejsce,
- Wan Azlan Abdullah, Anthony Ang, Elvin Chia, Alex Lim - sztafeta 4 x 100 m stylem zmiennym - 20. miejsce,

### Strzelectwo
Mężczyźni
- Kaw Fun Ying - skeet - 54. miejsce,

### Żeglarstwo
- Kevin Lim - klasa Laser - 37. miejsce,